# 福布斯根杰
福布斯根杰（Forbesganj）是印度比哈尔邦Araria县的一个城镇。总人口41982（2001年）。

## 人口
该地2001年总人口41982人，其中男性22370人，女性19612人；0—6岁人口6644人，其中男3391人，女3253人；识字率61.29%，其中男性为67.28%，女性为54.45%。